# WTT Series 2025
Die WTT Series wird 2025 zum 5. Mal ausgetragen. Sie beginnt am 6. Januar mit dem WTT Star Contender Doha.

## Modus
Innerhalb der WTT Series 2025 finden Turniere statt, die in vier Kategorien – Contender, Star Contender, Champions und Grand Smash – eingeteilt sind, in denen unterschiedlich viele Weltranglistenpunkte gewonnen werden können. Abgeschlossen wird die Turnierserie mit den WTT Finals.

## Turniere
| Nr. | Turnier | Turnier                          | Ort               | Datum         | Gewinner Männer   | Gewinner Männer                   | Gewinnerinnen Frauen | Gewinnerinnen Frauen       | GewinnerInnen Mixed                  | Preis- geld | [ 1 ]  |
| Nr. | Turnier | Turnier                          | Ort               | Datum         | Einzel            | Doppel                            | Einzel               | Doppel                     | GewinnerInnen Mixed                  | Preis- geld | [ 1 ]  |
| --- | ------- | -------------------------------- | ----------------- | ------------- | ----------------- | --------------------------------- | -------------------- | -------------------------- | ------------------------------------ | ----------- | ------ |
| 1   |         | WTT Star Contender Doha          | Doha              | 06.01.–11.01. | Tomokazu Harimoto | Xiang Peng Xu Yingbin             | Kuai Man             | Sakura Yokoi Satsuki Ōdō   | Sora Matsushima Miwa Harimoto        | $ 275.000   | [ 2 ]  |
| 2   |         | WTT Contender Muscat             | Maskat            | 11.01.–17.01. | Chen Yuanyu       | Sora Matsushima Tomokazu Harimoto | Shi Xunyao           | Sakura Yokoi Satsuki Ōdō   | Álvaro Robles María Xiao             | $ 85.000    | [ 3 ]  |
| 3   |         | Singapore Smash                  | Singapur          | 30.01.–09.02. | Lin Shidong       | Wang Chuqin Lin Shidong           | Sun Yingsha          | Kuai Man Wang Manyu        | Lin Shidong Kuai Man                 | $ 1.500.000 | [ 4 ]  |
| 4   |         | WTT Champions Chongqing          | Chongqing         | 11.03.–16.03. | Wang Chuqin       | –                                 | Sun Yingsha          | –                          | –                                    | $ 800.000   | [ 5 ]  |
| 5   |         | WTT Star Contender Chennai       | Chennai           | 25.03.–30.03. | Oh Junsung        | Lim Jong-hoon An Jae-hyun         | Miwa Harimoto        | Miwa Harimoto Miyuu Kihara | Lim Jong-hoon Shin Yu-bin            | $ 275.000   | [ 6 ]  |
| 6   |         | WTT Champions Incheon            | Incheon           | 01.04.–06.04. | Xiang Peng        | –                                 | Wang Yidi            | –                          | –                                    | $ 500.000   | [ 7 ]  |
| 7   |         | WTT Contender Taiyuan            | Taiyuan           | 08.04.–13.04. | Sora Matsushima   | Xu Yingbin Xiang Peng             | Honoka Hashimoto     | Kim Nayeong Ryu Hanna      | Lim Jong-hoon Kim Nayeong            | $ 100.000   | [ 8 ]  |
| 8   |         | WTT Contender Tunis              | Tunis             | 22.04.–27.04. | Félix Lebrun      | Benedikt Duda Andre Bertelsmeier  | Miwa Harimoto        | Miwa Harimoto Miyuu Kihara | Manush Shah Diya Chitale             | $ 100.000   | [ 9 ]  |
| 9   |         | WTT Contender Skopje             | Skopje            | 09.06.–15.06. | Benedikt Duda     | Lim Jong-hoon Oh Junsung          | Yuan Jia Nan         | Kim Nayeong Ryu Hanna      | Kristian Karlsson Christina Källberg | $ 100.000   | [ 10 ] |
| 10  |         | WTT Star Contender Ljubljana     | Ljubljana         | 17.06.–22.06. | Hugo Calderano    | An Jae-hyun Lim Jong-hoon         | Miyu Nagasaki        | Miwa Harimoto Satsuki Ōdō  | Lim Jong-hoon Shin Yu-bin            | $ 300.000   | [ 11 ] |
| 11  |         | WTT Contender Zagreb             | Zagreb            | 24.06.–29.06. | Tomokazu Harimoto | Wong Chun Ting Chan Baldwin       | Satsuki Ōdō          | Miwa Harimoto Satsuki Ōdō  | Lim Jong-hoon Shin Yu-bin            | $ 100.000   | [ 12 ] |
| 12  |         | United States Smash              | Las Vegas         | 03.07.–13.07. | Wang Chuqin       | An Jae-hyun Lim Jong-hoon         | Zhu Yuling           | Wang Yidi Kuai Man         | Lin Shidong Kuai Man                 | $ 1.550.000 | [ 13 ] |
| 13  |         | WTT Contender Lagos              | Lagos             | 22.07.–26.07. | Anders Lind       | Sathiyan Gnanasekaran Akash Pal   | Honoka Hashimoto     | Kim Nayeong Ryu Hanna      | Jules Rolland Prithika Pavade        | $ 100.000   | [ 14 ] |
| 14  |         | WTT Contender Buenos Aires       | Buenos Aires      | 22.07.–27.07. | Hugo Calderano    | Kazuki Hamada Hiromu Kobayashi    | Miwa Harimoto        | Miwa Harimoto Satsuki Ōdō  | Hugo Calderano Bruna Takahashi       | $ 100.000   | [ 15 ] |
| 15  |         | WTT Star Contender Foz do Iguaçu | Foz do Iguaçu     | 29.07.–03.08. | Hugo Calderano    | Benedikt Duda Dang Qiu            | Miwa Harimoto        | Miwa Harimoto Satsuki Ōdō  | Satoshi Aida Honoka Hashimoto        | $ 300.000   | [ 16 ] |
| 16  |         | WTT Champions Yokohama           | Yokohama          | 07.08.–11.08. | Tomokazu Harimoto | –                                 | Chen Xingtong        | –                          | –                                    | $ 500.000   | [ 17 ] |
| 17  |         | Europe Smash                     | Malmö             | 14.08.–24.08. |                   |                                   |                      |                            |                                      | $ 1.550.000 | [ 18 ] |
| 18  |         | WTT Contender Almaty             | Almaty            | 01.09.–07.09. |                   |                                   |                      |                            |                                      | $ 100.000   | [ 19 ] |
| 19  |         | WTT Champions Macao              | Macau             | 09.09.–14.09. |                   | –                                 |                      | –                          | –                                    | $ 800.000   | [ 20 ] |
| 20  |         | China Smash                      | Peking            | 25.09.–05.10. |                   |                                   |                      |                            |                                      | $ 2.050.000 | [ 21 ] |
| 21  |         | WTT Star Contender London        | London            | 20.10.–26.10. |                   |                                   |                      |                            |                                      | $ 300.000   | [ 22 ] |
| 22  |         | WTT Champions Montpellier        | Montpellier       | 28.10.–02.11. |                   | –                                 |                      | –                          | –                                    | $ 500.000   | [ 23 ] |
| 23  |         | WTT Champions Frankfurt          | Frankfurt am Main | 04.11.–09.11. |                   | –                                 |                      | –                          | –                                    | $ 500.000   | [ 24 ] |
| 24  |         | WTT Star Contender Muscat        | Maskat            | 17.11.–22.11. |                   |                                   |                      |                            |                                      | $ 300.000   | [ 25 ] |
| 25  |         | WTT Finals Hong Kong             | Hongkong          | 10.12.–14.12. |                   | –                                 |                      | –                          |                                      | $ 1.300.000 | [ 26 ] |